# Siergiej Suworow
Siergiej Aleksiejewicz Suworow (ros. Сергей Алексеевич Суворов; ur. 21 marca 1964) – radziecki i rosyjski zapaśnik walczący w stylu klasycznym. Brązowy medalista mistrzostw świata w 1991. Zdobył cztery medale na mistrzostwach Europy w latach 1987-1991. Pierwszy w Pucharze Świata w 1989 i 1995; trzeci w 1993. Mistrz Rosji w 1994. Mistrz ZSRR w 1987, 1988; drugi w 1989 i trzeci w 1990. Trzeci na mistrzostwach WNP w 1992 roku.